# Kaimanawa Range
Kaimanawa Range – pasmo górskie położone w centralnej części Wyspy Północnej w Nowej Zelandii.
Pasmo rozciąga się na długości 50 kilometrów przez niezamieszkaną część kraju w kierunku północno-wschodnim/południowo-zachodnim. Znaczące obszary tego regionu są wykorzystywane przez wojsko w celach szkoleniowych. Z pasma wypływa jedna z najdłuższych rzek Nowej Zelandii - Rangitikei.
Góry słyną z dzikich koni rasy Kaimanawa zamieszkujących tereny gór.